# Туце
Туце (енгл. dozen), архаична српска реч за број 12, обично се користила у трговини, при продаји робе на комад (нпр. туце јаја). У САД и данас се често користи, док се у Србији користила у 19. веку.

## Дефиниција
Речник Матице српске из 2011. дефинише појам туце као:
1. дванаест једнаких, истородних предмета или особа, целина од дванаест јединки
2. (у прилошкој служби) пуно, много (нпр. деце).[1]

## Историја
Осамдесетих година 19. века, туце је била уобичајена мера та продају муниције (фишека, каписли) у Србији. Тако је 1883. године у Бољевцу туце каписли коштало 7 гроша (2,8 динара), исто колико и туце фишека без олова, док је туце фишека са оловом коштало 15 гроша (6 динара).